# Sesso e potere (saggio)
Sesso e potere è un libro scritto da Ida Magli, antropologa, nel quale l'autrice si occupa contemporaneamente delle pagine processuali riguardanti lo scandalo Bill Clinton-Monica Lewinsky e di esporre le sue idee ed i suoi modelli di comprensione e di spiegazione del potere, del sacro, della sessualità, della famiglia, della società, dei mass-media, tramite l'intermediazione degli strumenti antropologici.
L'autrice definisce il processo a Clinton, degno della Santa Inquisizione,  visto che l'imputato viene giudicato colpevole per principio, e costretto a subire una sorta di autodafé, vistosi mettere il suo corpo e la sua immagine alla gogna dei mass-media. Inoltre, secondo l'autrice del libro, si è assistito alla pubblica confessione e descrizione degli atti incriminati e anche la figura femminile rievocata ricorda quella medioevale, della donna instrumentum diaboli, alla quale però viene concessa la salvezza tramite la confessione. La democrazia, sostiene la Magli, sembra quasi volersi autopurificare, grazie ad una specie di espiazione collettiva, che sottintende un vero e proprio "regicidio". Nello stesso tempo, il processo evidenzia l'esaurimento di un ciclo democratico, dato che crollano le differenze tra privato e pubblico, tra sacro e profano, l'autonomia del singolo essere padrone unico del proprio corpo.
Il libro inizia con la riproduzione del discorso tenuto alla Nazione da Clinton il 17 agosto 1998, nel quale dichiara di avere reso testimonianza al grand jury su fatti inerenti alla sua vita privata.
La Magli prende spunto da questa vicenda per approfondire il punto della situazione contemporaneo nell'ambito dei rapporti uomo-donna a livello etico, morale, giuridico e sociale. L'autrice sostiene la tesi che fintantoché le leggi e le regole vengono ideate dai maschi, le femmine resteranno in balia degli eventi e nemmeno la maggiore libertà, ottenuta negli ultimi decenni nel mondo Occidentale, le consentirà di non obbedire a imposizione di costume, siano esse esemplificate dal nudo dei paesi cristiani oppure dalla chador di alcuni paesi islamici.
Anche la protesta del 1968 ha inevitabilmente indotto alcuni spiacevoli strascichi, come una certa apatia, obbedienza e sottomissione da parte delle nuove generazioni, che secondo l'antropologa si sono rinchiuse nel loro mondo segreto, per riaffiorare alla superficie solo in manifestazioni socialmente non costruttive, come le adunate danzanti o i raduni musicali.
La Magli si sofferma anche sul delicato argomento dello sperma, di cui molti popoli hanno interpretato male la funzione; ad esempio gli antichi cinesi erano convinti che a fecondare la donna fossero gli Spiriti degli Antenati e quindi paragonavano lo sperma agli escrementi, dannosi se ricevuti da un altro corpo e inutili, da un punto di vista di equilibri energetici, se persi dall'organismo donatore. L'autrice sostiene la tesi dell'importanza di «non infrangere la sacralità dello sperma», che varia però a seconda della religiosità, dal terrore della contaminazione presente negli ebraici come la Lewinsky, alla meno rigida e più aperta alla sessualità Chiesa Battista del Sud di Clinton, al più intransigente fondamentalismo repressivo della ala estrema dei metodisti di Kenneth Starr.

## Edizioni
- Ida Magli, Sesso e potere, Bompiani, 1998,  pp.125 , cap.7.